# Operation Mincemeat

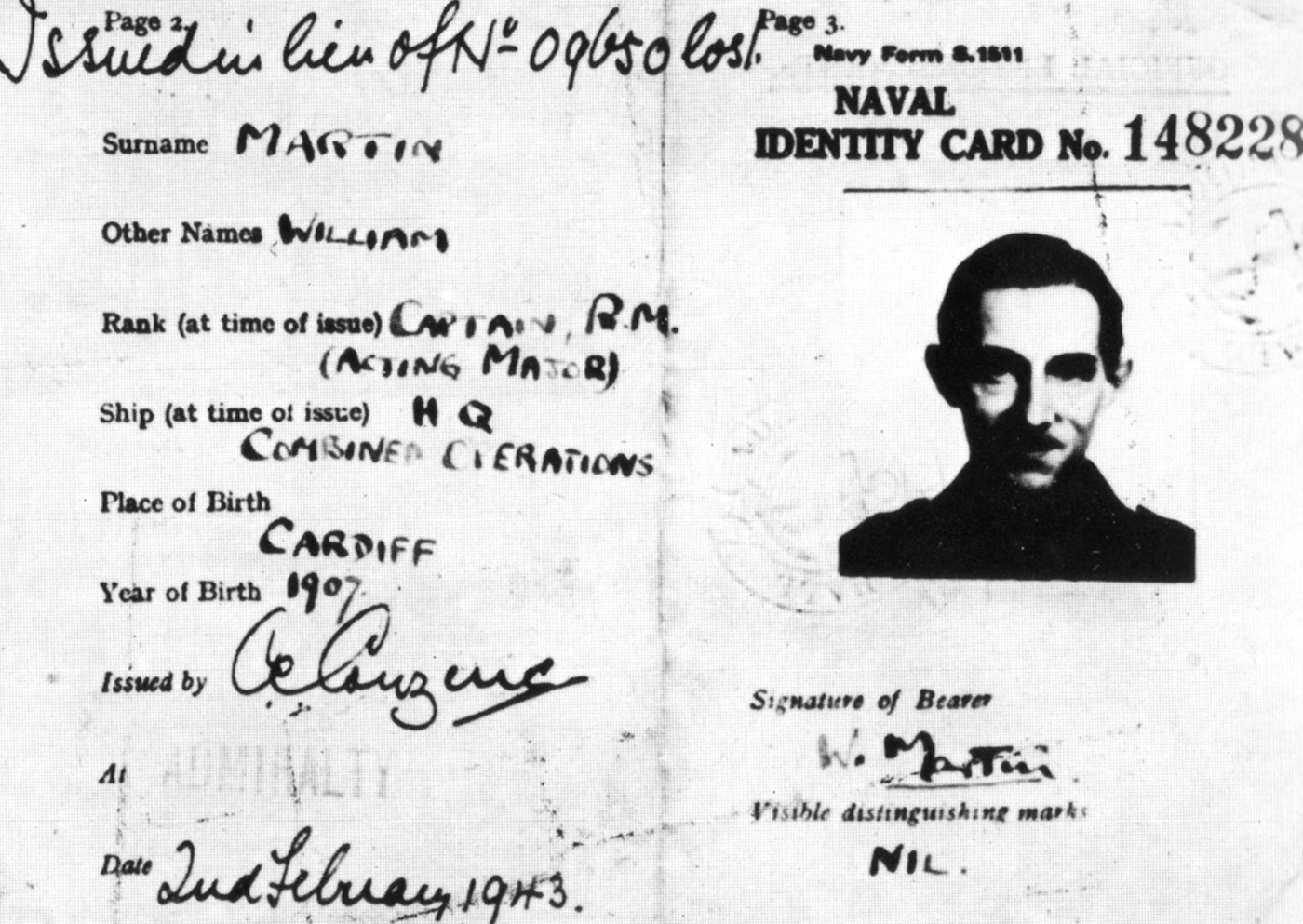
Marint ID-kort för "major Martin", med foto av kapten Ronnie Reed.

Operation Mincemeat var under andra världskriget en framgångsrik brittisk operation där en död kropp, försedd med falska militära dokument, användes för att vilseleda tyskarna om invasionen av Sicilien. Det var en del av den större operation Husky och hade som mål att övertyga den tyska militärledningen Oberkommando der Wehrmacht att de allierade skulle invadera Balkanhalvön, Sardinien och Korsika istället för den italienska ön Sicilien, som var det egentliga målet för angreppet.

## Planering
När kampanjen i Nordafrika började lugna ner sig vände de allierade krigsplanerarna sin uppmärksamhet mot Europa. Sicilien var med sitt stora strategiska värde nästa mål. Då planerna på invasionen av Sicilien sannolikt skulle upptäckas av axelmakterna blev det nödvändigt för de allierade att avleda uppmärksamheten så att angreppet inte skulle slås tillbaka.
Förslaget om hur man skulle lura i den tyska militärledningen felaktig information om datum och position för invasionen koms på av en underrättelseofficer i flottan vid namn Ewen Montagu. Hans knep var att plantera falska detaljerade dokument om de allierades framtida krigsplaner på en person som skulle ha dött av en oöppnad fallskärm. Men då tyskarna kände till de allierades policy att aldrig skicka personer med känslig information över fientligt luftrum var man tvungen att få det att se ut som en flygplanskrasch över havet, en idé som även skulle förklara varför kroppen hade varit död i flera dagar om den hittades flytande i havet. Då planen var klar behövdes ett namn på operationen, och med Montagus makabra humor blev det just Mincemeat (engelska för en slags pajfyllning).

### Tidigare likartad händelse
Idén med planterade falska dokument på döda kroppar var ingenting nytt. En plan för att missleda fienden inför slaget om Alam Halfa användes i augusti 1942. En kropp med en planterad karta placerades i ett sprängt brittiskt spaningsfordon som tyskarna förväntades hitta. Kartan visade på platser med egentligen icke-existerande allierade minfält. Tyskarna föll för tricket och Erwin Rommels stridsvagnar gick runt de påhittade minfälten rakt ner mjuk sand, där de körde fast.

### Falsk identitet
Med hjälp från patologen Bernard Spilsbury tog Montagu och hans arbetsgrupp reda på vad för slags kropp de behövde för det avsedda bruket. Genom diskreta efterforskningar fick man tag i liket av en 34-årig man, Glyndwr Michael, som nyligen avlidit av kemiskt framkallad lunginflammation efter födointag av råttgift. Enligt en långlivad myt  underrättades mannens närmast anhöriga, som gick med på användandet av kroppen på villkoret att mannens riktiga identitet aldrig skulle avslöjas. Men enligt t ex den engelska wikitexten så var han dock en föräldralös luffare utan kända anhöriga. Eftersom mannen dog av lunginflammation skulle vätskorna i hans lungor likna dem hos en man som legat i havet en lång tid.
Nästa steg var att ge kroppen en falsk identitet. "William Martin", en tillfällig kapten och tillförordnad major i Storbritanniens marinkår, född 1907 i Cardiff i Wales. Han erhöll graden då en för låg grad inte skulle ha blivit betrodd med så viktiga dokument, men hans ålder skulle då ha blivit problem. Att göra William Martin tillförordnad major löste båda problemen och skulle ge intrycket av att det var en ansvarsfull officer som därmed var tillförlitlig. Personuppgifterna togs från en existerande person i krigsmakten, eftersom tyskarna hade möjlighet att kontrollera i rullorna, men den riktige William Martin befann sig i USA, vilket tyskarna inte kände till.

### Falska dokument
Medan Montagu och hans arbetsgrupp framställde en falsk identitet skapades de falska dokumenten som skulle planteras i William Martins portfölj. Istället för ett för uppenbart officiellt dokument gjordes ett inofficiellt brev till general Sir Harold Alexander, den brittiska befälhavaren i Nordafrika. I brevet avslöjades att denne skulle attackera Sardinien och Korsika medan hans kollega general Sir Henry Maitland Wilson skulle ta sig an Grekland (det sistnämnda gavs kodnamnet operation Husky, det riktiga namnet för invasionen av Sicilien). Vidare använde brevet omvänd psykologi genom att hävda att det skissades på planer om att lura i tyskarna att de allierade skulle angripa Sicilien.
För att framhålla brevets känsliga information och fastställa William Martins kvalifikationer för en resa till Nordafrika inkluderades ytterligare ett brev från Lord Mountbatten till amiral Sir Andrew Cunningham. I brevet berömde Lord Mountbatten William Martin för hans skicklighet inom amfibiska operationer, samtidigt nämndes det att William Martin bar på ett brev som var för viktigt för att skickas med vanliga metoder och därför istället flögs ut. Vidare antydde brevet även ett angrepp på Sardinien.

## Genomförande
"William Martin", klädd i en uniform från Royal Marines, bevarades i is i en förseglad låda av stål som lastades in i ubåten HMS Seraph. Ubåten seglade iväg till en position cirka en kilometer utanför Spaniens sydvästra kust nära staden Huelva. Trots att landet officiellt var neutralt stödde det axelmakterna och kryllade av Abwehr-agenter. Det var känt att just en av dessa agenter var stationerad i Huelva och hade goda kontakter med stadens auktoriteter, vilket var idealiskt för att tyskarna skulle få reda på den döda kroppen och innehållet i portföljen.
Den 30 april 1943 klockan 04:30 gick ubåten upp i ytläge. Stålbehållaren med William Martin i öppnades, och han försågs med en flytväst och knuffades i vattnet. Kroppen upptäcktes tre timmar senare av en lokal fiskare, och Abwehr fick nys om saken.

### Reaktion
Kroppen obducerades av en spansk läkare, och eftersom Montagu hade försett den med ett krucifix i silver runt halsen genomfördes ingen mer genomgående undersökning, då obducenten trodde att det rörde sig om en katolik. I själva verket fanns det flera omständigheter som borde ha gjort en obducent misstänksam. Kroppen hade visserligen varit död i flera månader, förvarad i kylrum, men den hade bara legat i vatten några timmar, och saknade därför flera kännetecken på vattenlik. Resultatet av obduktionen blev den dödsorsak som Montagu eftersträvade, drunkning efter tre till fem dagar ute till havs. "William Martin" fick därefter en militär ceremoniell begravning i staden den 4 maj. Samtidigt såg Montagu till att Martin hamnade i listan över stupade i tidningen The Times ifall tyskarna skulle kontrollera det. Av en händelse hade två andra officerare dött samma dag efter att deras flygplan havererar över havet på väg mot Gibraltar, vilket gav mer trovärdighet åt William Martins död.
För att verka ännu mer övertygande skickades en rad angelägna meddelanden till den brittiska ambassaden i Spanien om att omedelbart få tillbaka alla dokument upphittade vid kroppen på grund av deras känsliga natur. Allt återlämnades 13 maj. När britterna undersökte pappren kom de fram till att de hade öppnats av spanska underrättelsetjänsten och lästs av tyskarna, och sedan blivit försiktigt tillbakalagda.
När Adolf Hitler underrättades var han först skeptisk, men blev senare så övertygad av de falska dokumenten att han insisterade på att Sicilien inte var den mest troliga invasionsplatsen och att alla angrepp mot ön skulle anses som avledande manövrar från fienden, trots att Benito Mussolini tyckte annorlunda. Till följd av denna övertygelse förstärkte Hitler Sardiniens och Korsikas försvar och beordrade fältmarskalk Erwin Rommel ner till Aten för att leda en armégrupp där. Vidare drogs flera minläggarbåtar och minsveparbåtar avsedda för Sicilien bort, men det mest kritiska draget var att förflytta två pansardivisioner från östfronten till Grekland då de behövdes som mest vid upptakten till Slaget vid Kursk.
Huvudoperationen Husky inleddes smidigt och utan komplikationer med ringa motstånd den 9 juli. Effekten av operation Mincemeat varade i två veckor då tyskarna fortfarande trodde att den riktiga invasionen skulle komma vid Sardinien eller Grekland. Erövringen av Sicilien var klar 9 augusti. Utöver det inspirerade Palermos fall till kuppen mot Mussolini och han förlorade makten 27 juli.